# David Evans (Chemiker)

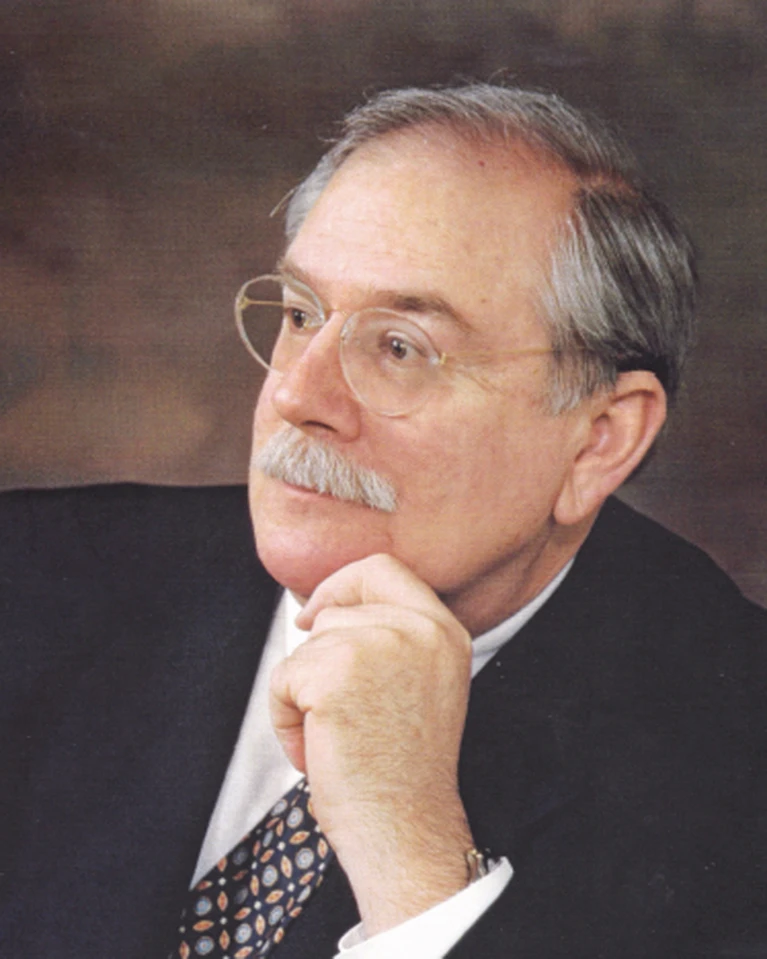
David Evans

David A. Evans (* 11. Januar 1941 in Washington, D.C.; † 29. April 2022) war ein amerikanischer organischer Chemiker. Er war Abbott and James Lawrence Professor for Chemistry im Department of Chemistry and Chemical Biology an der Harvard University. Er war vor allem bekannt durch die Entwicklung der Aldol-Reaktion (die Evans' acyl oxazolidinone method) und die nach ihm benannten Evans-Auxiliare.

## Werdegang
Evans besuchte das Oberlin College und erhielt dort 1963 den Bachelor of Arts. 1967 wurde er bei Robert E. Ireland am California Institute of Technology mit dem Thema A stereospecific approach towards the synthesis of some pentacyclic triterpenes promoviert.

## Wissenschaftliche Leistung
Evans hat eine Reihe bedeutender Beiträge auf dem Gebiet der organischen Chemie geleistet. Allerdings ist er am besten bekannt für seine Arbeiten auf dem Gebiet der Aldolreaktionen. Außerdem hat er Methoden für die anionische oxy-Cope-Umlagerung, metall-katalysierte Hydroborierungs-Oxidationen und katalytische, enantioselektive Reaktionen basierend auf Bis-oxazolin-Liganden entwickelt.
Als Anerkennung für seine Beiträge wurde Evans 1984 in die National Academy of Sciences, 1988 in die American Academy of Arts and Sciences gewählt, 2003 zum Fellow der American Association for the Advancement of Science. 2012 erhielt er den Welch Award in Chemistry, 1982 den American Chemical Society Award for Creative Work in Synthetic Organic Chemistry, 1998 den Tetrahedron-Preis und 2013 den Roger Adams Award. 2000 erhielt er den Robert Robinson Award.

## Weblink
- Evans Gruppe in Harvard